# Zbrojne Jednostki Proletariatu
Zbrojne Jednostki Proletariatu (wł. Nuclei Armati Proletari, NAP) – włoska organizacja terrorystyczna. 

## Historia
Powstały w 1973 lub 1974 roku. Działały głównie w Neapolu i Florencji. Były jedyną spośród lewicowych grup terrorystycznych, która była silnie obecna w południowych Włoszech. Inną cechą charakterystyczną NAP była obecność w jej szeregach robotników. Na strukturę formacji składały się luźne i autonomiczne komórki, które działały na wolności, jak i w zakładach karnych. Rozpadły się w 1978 roku, a resztki ich struktur wchłonęły sojusznicze Czerwone Brygady.

## Najważniejsze ataki przeprowadzone przez grupę
- 25 lipca 1974 roku bojówkarze porwali studenta z Neapolu. Zakładnik został zwolniony po wpłaceniu okupu[1].

- 1 października 1974 roku terroryści przeprowadzili ataki bombowe w pobliżu więzień w Neapolu, Mediolanie i Rzymie. W zamachach nikt nie zginął[1].

- 18 grudnia 1974 roku członkowie grupy porwali przedsiębiorcę z Neapolu. Został on zwolniony po zapłaceniu okupu[1].

- 6 maja 1975 roku bojówkarze porwali w Rzymie sędziego Sądu Najwyższego. Wypuścili go po spełnieniu żądań[1].

- 14 grudnia 1976 roku terroryści zaatakowali policjantów w Rzymie. W walce zginął jedne policjant i jeden bojówkarz. Dwóch innych policjantów zostało rannych[1].

- 22 marca 1977 roku terrorysta zabił dwóch funkcjonariuszy służb bezpieczeństwa. Do zabójstw doszło w trakcie próby aresztowania bojownika, który zbiegł z więzienia[1].

- 5 kwietnia 1977 roku porwany został syn Francesco De Martino, sekretarza Włoskiej Partii Socjalistycznej w Neapolu[4].

- 15 kwietnia 1978 roku terroryści umieścili ładunek wybuchowy pod biurem partii Chrześcijańska Demokracja w Mestre. W wybuchu nikt nie zginął[1].

## Liczebność
O członkostwo w nich oskarżonych zostało 65 osób. Czołowi działacze: Domenico Deli Veneri, Giovanni Gentile Schiavone, Antonio de Laurentis i Antonio lo Muscio.

## Ideologia
Wyznawały wartości ultralewicowe. Ich celem było wyzwolenie tzw. lumpenproletariatu, czyli najbiedniejszych grup społecznych, do tego grona zaliczani byli: imigranci z Południa Włoch, bezdomni, bezrobotni, więźniowie czy wykolejona młodzież.